# Schoutedenapus myoptilus
Schoutedenapus myoptilus là một loài chim trong họ Apodidae.